# Ascension de Jésus dans l'art chrétien
 (mai 2024).
La mise en forme du texte ne suit pas les recommandations de Wikipédia : il faut le « wikifier ».
Les points d'amélioration suivants sont les cas les plus fréquents. Le détail des points à revoir est peut-être précisé sur la page de discussion.
- Les titres sont pré-formatés par le logiciel. Ils ne sont ni en capitales, ni en gras.
- Le texte ne doit pas être écrit en capitales (les noms de famille non plus), ni en gras, ni en italique, ni en « petit »…
- Le gras n'est utilisé que pour surligner le titre de l'article dans l'introduction, une seule fois.
- L'italique est rarement utilisé : mots en langue étrangère, titres d'œuvres, noms de bateaux, etc.
- Les citations ne sont pas en italique mais en corps de texte normal. Elles sont entourées par des guillemets français : « et ».
- Les listes à puces sont à éviter, des paragraphes rédigés étant largement préférés. Les tableaux sont à réserver à la présentation de données structurées (résultats, etc.).
- Les appels de note de bas de page (petits chiffres en exposant, introduits par l'outil «  Source ») sont à placer entre la fin de phrase et le point final[comme ça].
- Les liens internes (vers d'autres articles de Wikipédia) sont à choisir avec parcimonie. Créez des liens vers des articles approfondissant le sujet. Les termes génériques sans rapport avec le sujet sont à éviter, ainsi que les répétitions de liens vers un même terme.
- Les liens externes sont à placer uniquement dans une section « Liens externes », à la fin de l'article. Ces liens sont à choisir avec parcimonie suivant les règles définies. Si un lien sert de source à l'article, son insertion dans le texte est à faire par les notes de bas de page.
- La présentation des références doit suivre les conventions bibliographiques. Il est recommandé d'utiliser les modèles {{Ouvrage}}, {{Chapitre}}, {{Article}}, {{Lien web}} et/ou {{Bibliographie}}. Le mode d'édition visuel peut mettre en forme automatiquement les références.
- Insérer une infobox (cadre d'informations à droite) n'est pas obligatoire pour parachever la mise en page.

Pour une aide détaillée, merci de consulter Aide:Wikification.
Si vous pensez que ces points ont été résolus, vous pouvez retirer ce bandeau et améliorer la mise en forme d'un autre article.

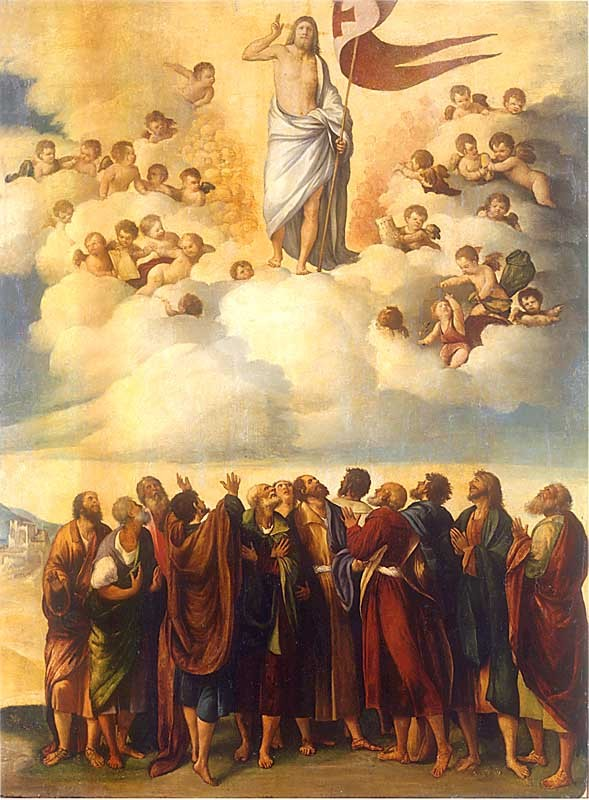
L'Ascension par Dosso Dossi, XVIe siècle. De nombreuses scènes de l'Ascension ont une partie supérieure (Céleste) et inférieure (terrestre).

L'Ascension de Jésus au Ciel, comme déclaré dans le Nouveau Testament, est un sujet récurrent dans l'art chrétien, ainsi qu'un thème dans les écrits théologiques.
Les plus anciennes représentations directes de l'Ascension datent d'environ les débuts du Ve siècle, souvent basée sur les représentations de la Main de Dieu et après le VIe siècle l'iconographie a été établie,.
Dans plusieurs représentations, (et toujours dans l'Église orientale) la Vierge Marie est au centre du groupe d'Apôtres (représentant l'Église) qui regardent en haut vers l'ascension de Jésus qui signale généralement une bénédiction avec sa main droite,.

## Développement de l'iconographie

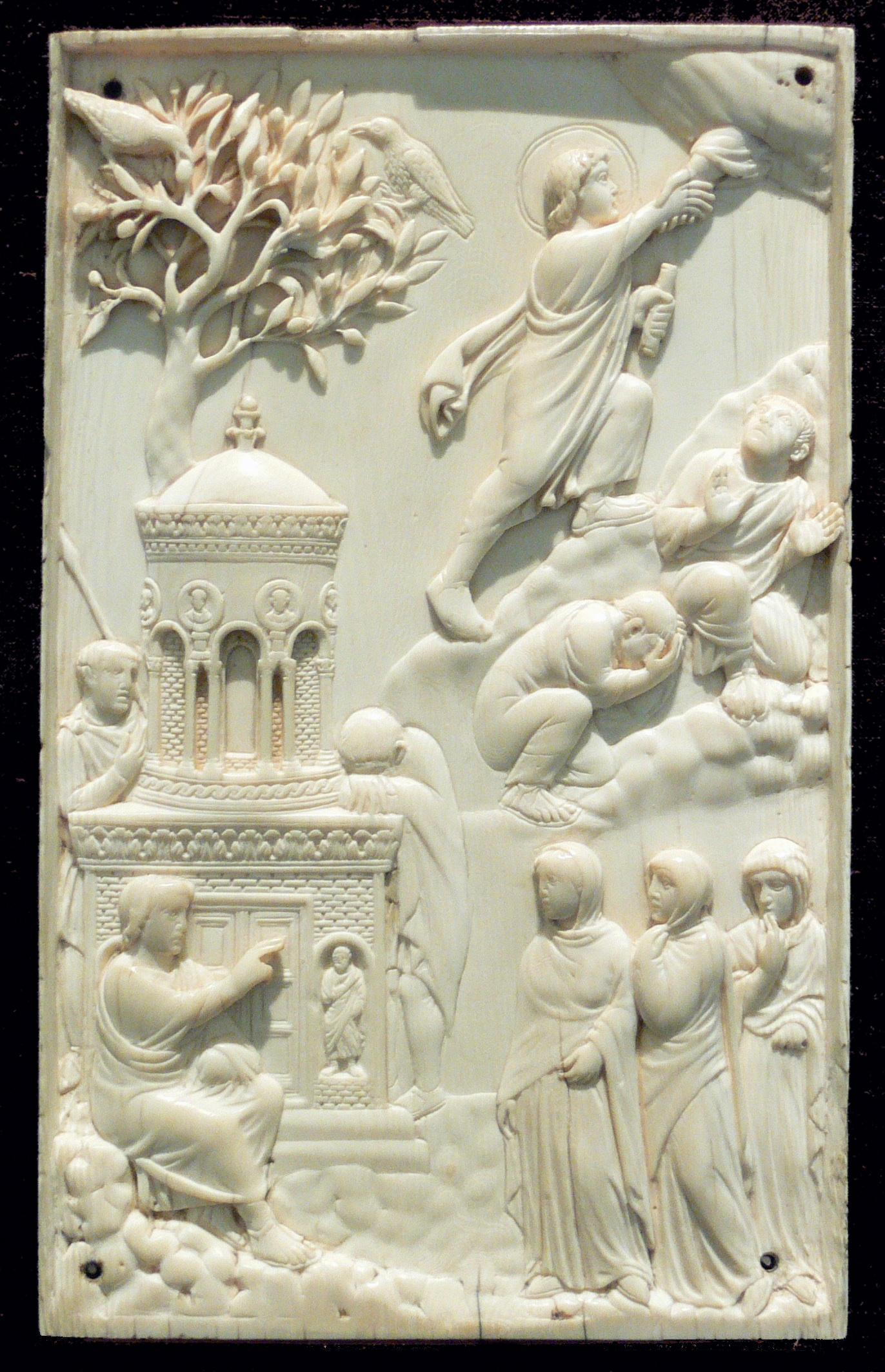
Ascension et Noli me tangere, ivoire, Milan ou Rome, désormais à Munich.

Les scènes du Nouveau Testament qui apparaissent dans l'art paléochrétien des IIIe et IVe siècles ont habituellement pour sujet les œuvres et les miracles de Jésus tels que les guérisons, la multiplication des pains ou la résurrection de Lazare. Bien que les versions du sujet du Christ en gloire, qui présentent le Christ ressuscité et monté aux cieux, apparaissant plus tôt, l'Ascension elle-même n'est pas représentée jusqu'en 400 environ. Dans les anciennes scènes, le Christ serait représenté enjambant une montagne, parfois la Main de Dieu tendue au sein des nuages afin de l'assister.
Une plaque en ivoire à Munich avec une telle scène est normalement  datée aux alentours de 400, et est possiblement l'image la plus ancienne de l'Ascension. Ce devait demeurer le genre le plus courant dans l'Ouest pendant de nombreux siècles, et par exemple est répété dans le Sacramentaire de Drogon environ 450 ans plus tard (voir galerie). La scène de la crucifixion est quasiment inconnue au Ve siècle et rare au VIe siècle, cependant, davantage d'images de la Crucifixion et de l'Ascension ont commencé à apparaître, peut-être comme un résultat des discussions théologiques de la fin du IVe et du début du Ve siècle.
Les Évangiles de Rabula incluent certaines des plus anciennes images de la Crucifixion et de l'Ascension, et dans leurs représentations de l'Ascension la Vierge Marie occupe une position centrale parmi les Apôtres ; le Christ apparaît dans une mandorle au-dessus, accompagné par les anges. Ce devait demeurer la représentation Byzantine et orthodoxe standard.
Après le VIe siècle l'iconographie de l'Ascension fût établie et après le IXe siècle les scènes de l'Ascension furent représentées sur les dômes des églises. Dans certaines représentations ils n'y avait aucune montagne et il grimperait une mandorle, ou serait élevé vers le Ciel dans une mandorle par les anges. Dans les représentations romanes, parfois juste les pieds du Christ sont représentés comme il disparaît dans les nuages ; cette représentation était apparemment une innovation iconographique rare de l'art Anglo-Saxon qui se répandait sur le continent et devint la plus populaire dans le Nord de l'Europe, où elle resta dans des reliefs en bois provincial jusqu'à bien après la Réforme. Parfois les deux dernières empreintes du Christ sur le rocher sont perçues ; elles étaient présentées aux pèlerins à ce qui est désormais la Chapelle de l'Ascension sur le Mont des Oliviers à Jérusalem. La scène inclurait également les Apôtres, deux hommes en blanc et la Vierge Marie.
L'Ascension n'est pas l'unique représentation de l'ascension et d'autres personnalités, telles que Jean l'évangéliste, a été représenté séparément comme montant au Ciel, suivant une histoire médiévale dans La Légende dorée. Le nom de l'Assomption indique qu'il y avait un passage passif ; les représentations dans l'art présentent souvent Marie comme étant portée sur un nuage par des anges.

## Composition et signification

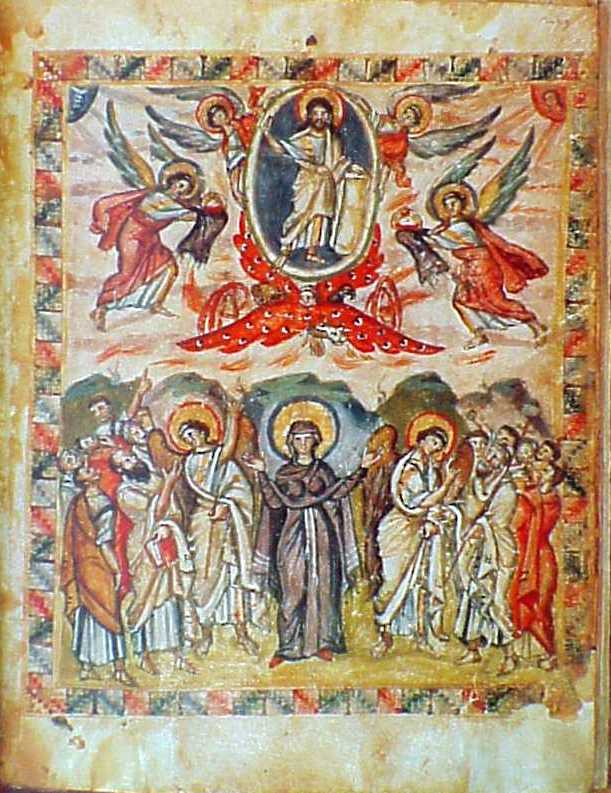
L'Ascension dans les Évangiles de Rabula, VIe siècle.

Les scènes de l'Ascension tombent naturellement dans deux zones, une partie supérieure céleste et une partie inférieure terrestre. Le Christ montant porterait une oriflamme de résurrection ou fait un signe de bénédiction avec sa main droite. Le geste de bénédiction par le Christ avec sa main droite est directement vers le groupe terrestre en-dessous de lui et signifie qu'il bénit l'Église entière. Dans sa main gauche il porterait un Évangile ou un parchemin, signifiant l'enseignement et la prédication. Depuis la Renaissance sur les anges ne seraient pas présents.
Les représentations de la partie terrestre de l'Ascension ne représentent pas uniquement ceux qui pensaient avoir été présents à l'Ascension, mais l'Église entière. Dans certaines représentations de l'Ascension l'apôtre Paul et la Vierge Marie seraient présents. Étant donné que Paul fût converti au christianisme après l'Ascension, et que le Nouveau Testament ne place pas directement la Vierge Marie à l'Ascension, ces représentations représentent "l'Église" plutôt que les individus spécifiques. Dans les icônes orthodoxes la Vierge Marie est au centre et le Christ peut être représenté dans une mandorle, porté par les anges. Le Christ serait couronné dans de nombreuses représentations. Étant donné que les Évangiles ne mentionnent pas que la Vierge Marie fût un témoin de l'Ascension, la présence de la Vierge Marie dans les représentations des Ve et VIe siècles de l'Ascension telles que celles des Évangiles de Rabula sont une indication du rôle important qu'elle joua dans l'art de cette époque. Cette composition approximative devenait ordinaire dans l'Ouest après la Renaissance.
Le portrait de l'Ascension du christianisme orthodoxe est une métaphore majeure pour la nature mystique de l'Église. La tradition orthodoxe soutient que la Vierge Marie était présente lors de l'Ascension et les Vêpres de l'Ascension déclarent : "Elle qui en tant que Mère a souffert à ta Passion plus que tout, doit aussi apprécier la joie de la glorification de ta chair". Ainsi dans de nombreuses icônes Orientales la Vierge Marie est placée au centre de la scène dans la partie terrestre de la représentation, avec ses mains levées vers le Ciel, souvent accompagnée par différents Apôtres. La représentation du regard vers le haut du groupe terrestre s'associe avec la liturgie orientale de la Fête de l'Ascension : "Venez, laissons-nous porter et tournons nos yeux et nos pensées vers le Ciel..." Les icônes sont une partie inhérente de la liturgie de l'église orientale et les icônes de l'Ascension sont employées dans la procession lors de la fête de l'Ascension.
D'autres scènes avec une figure similaire élevée, qu'utilisaient des compositions similaires à l'Ascension sont l'Assomption, rares jusqu'à la fin du Moyen Âge, la Transfiguration, et depuis le début de la Renaissance la Résurrection de Jésus, où il commence à être vu flottant hors du tombeau. Peut-être que les œuvres les plus anciennes qui représentent cette iconographie de la Résurrection est la fresque notoire d'Andrea da Firenze dans la chapelle espagnole de la Basilique Santa Maria Novella à Florence, qui date de 1366.

## Galerie

### Église occidentale

#### Peintures et mosaïque

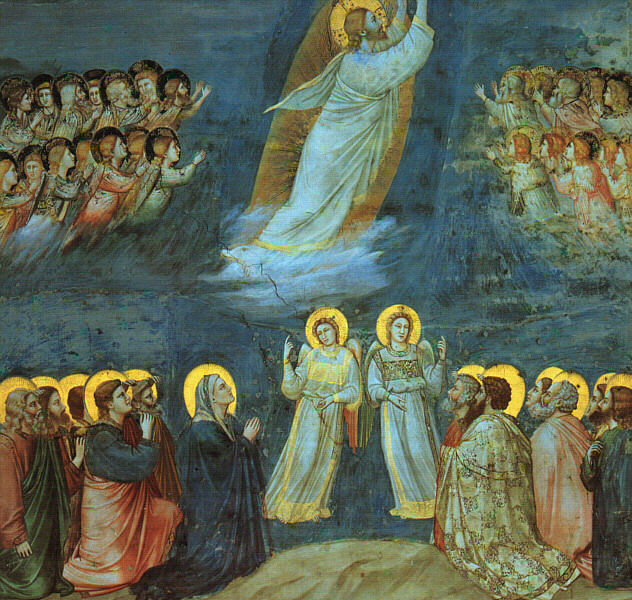
Giotto di Bondone, XIVe siècle
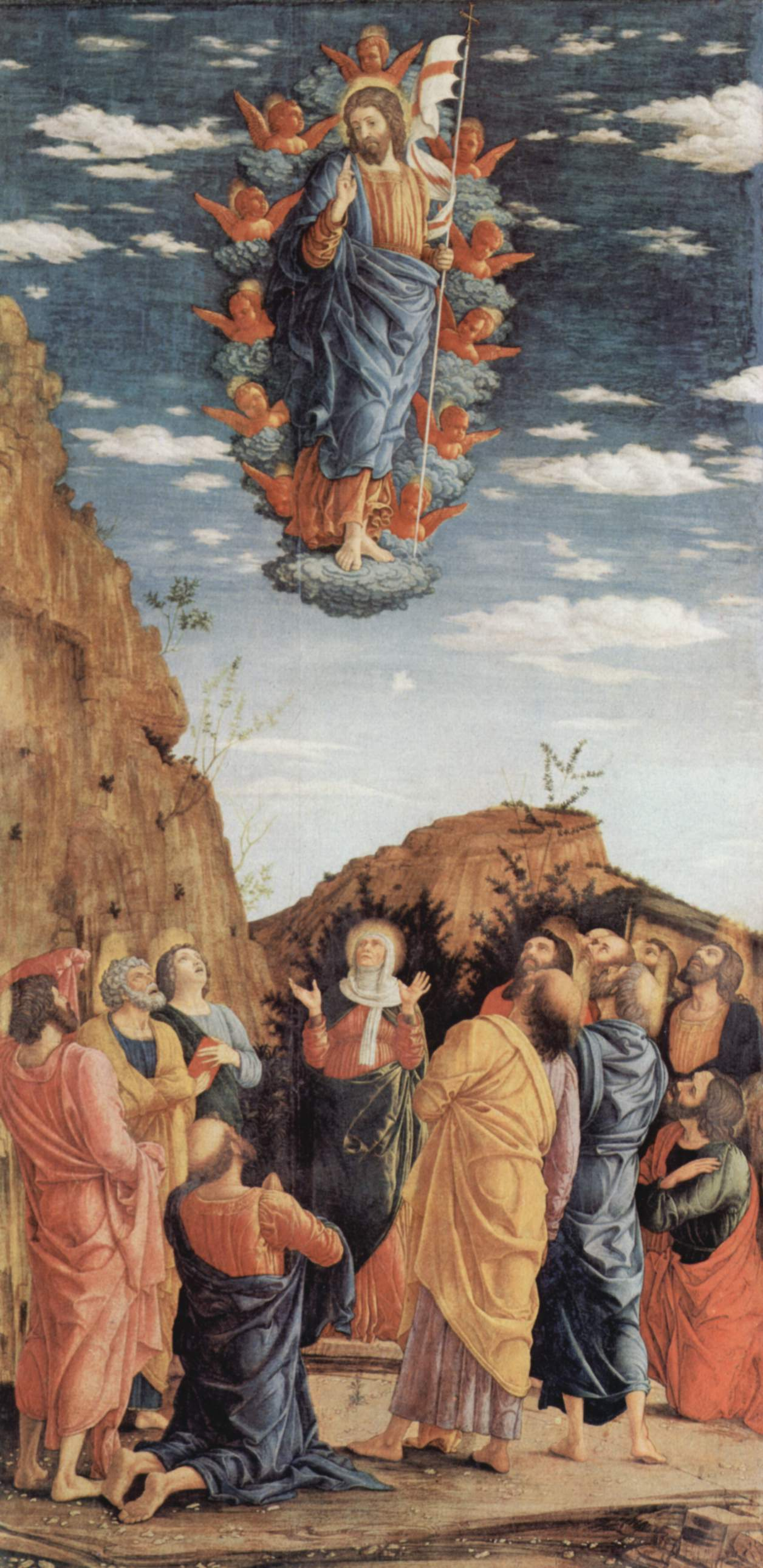
Andrea Mantegna, 1461
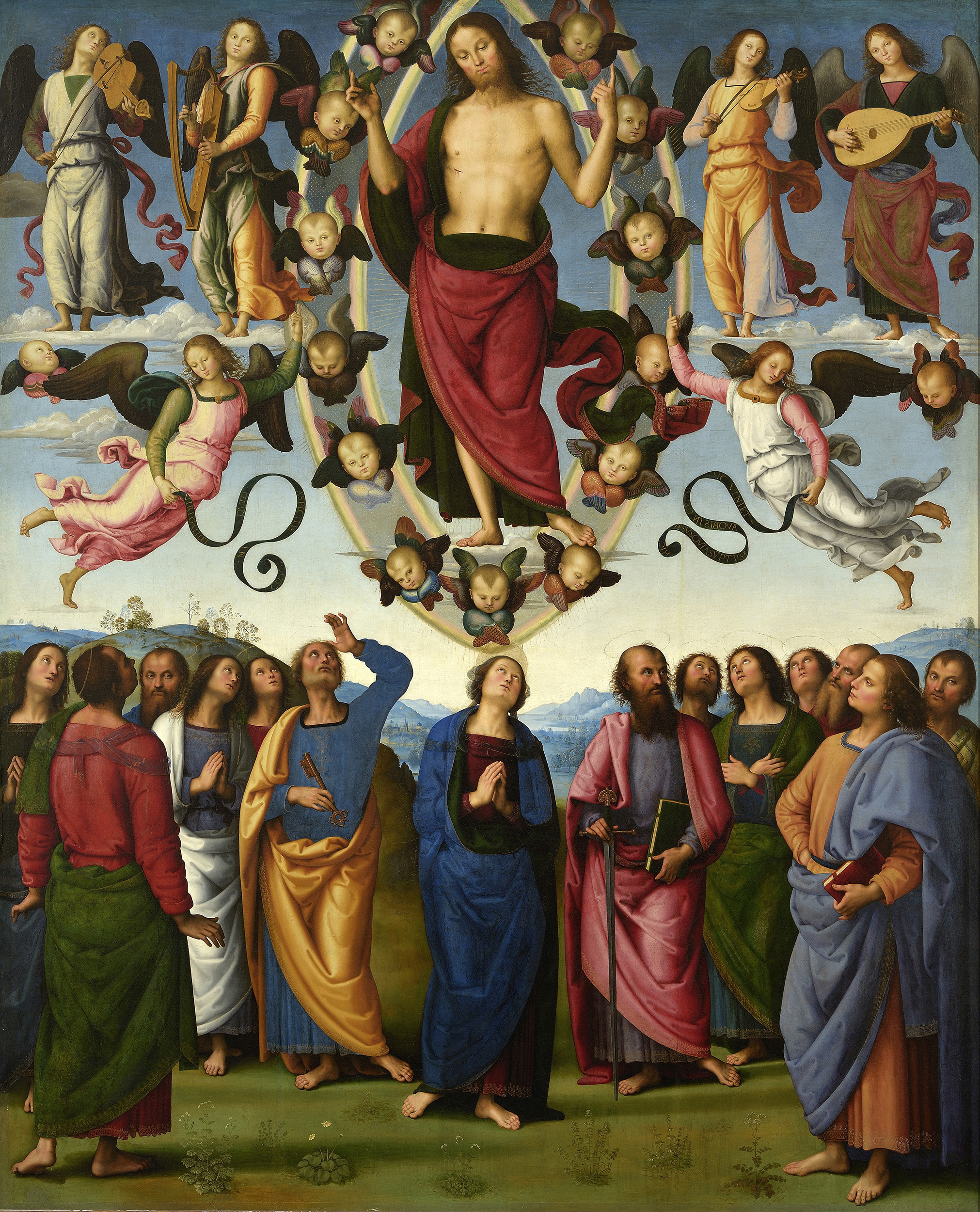
Le Pérugin, Polyptyque de San Pietro, 1496–1500
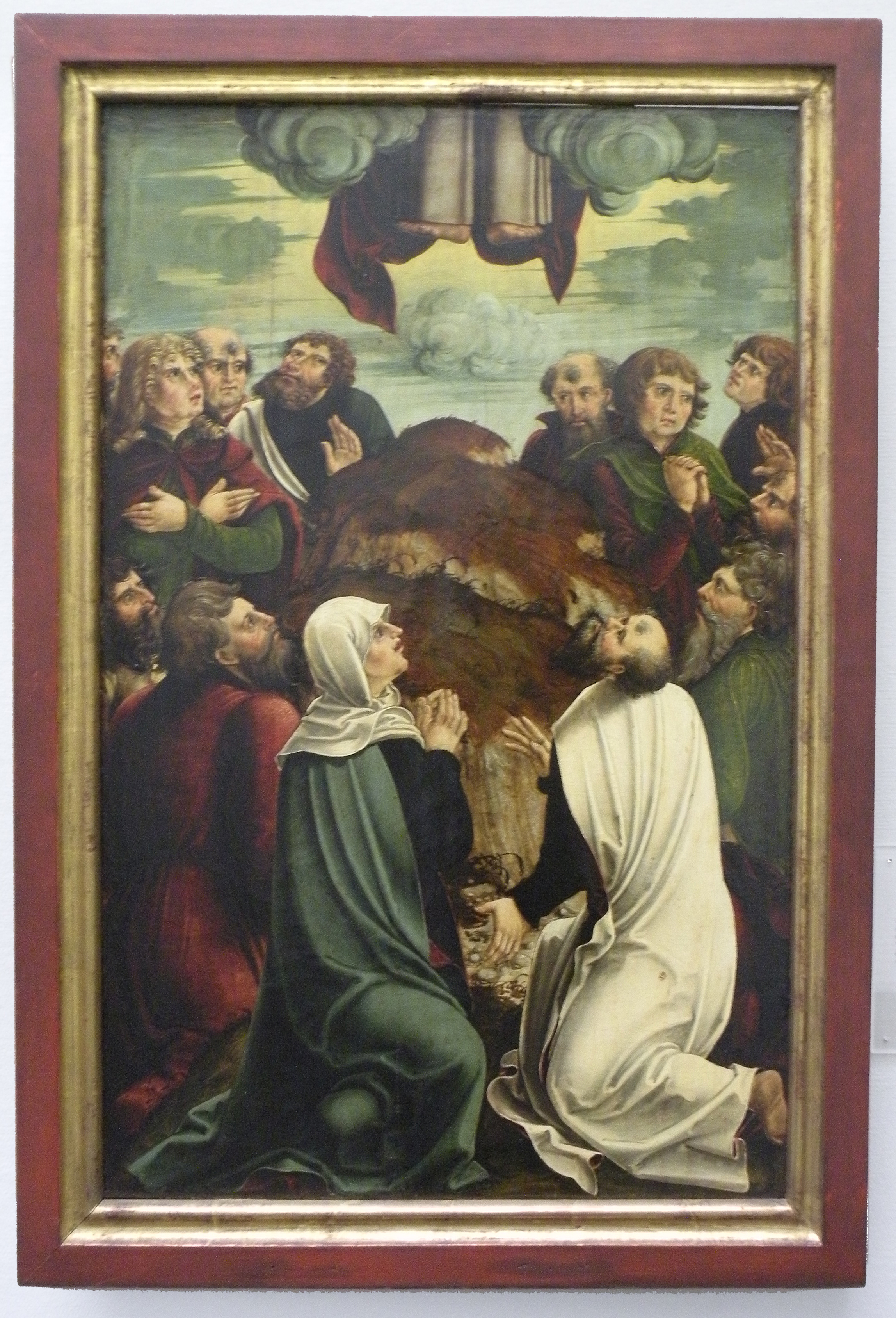
XVIe siècle, allemand "pieds disparus"
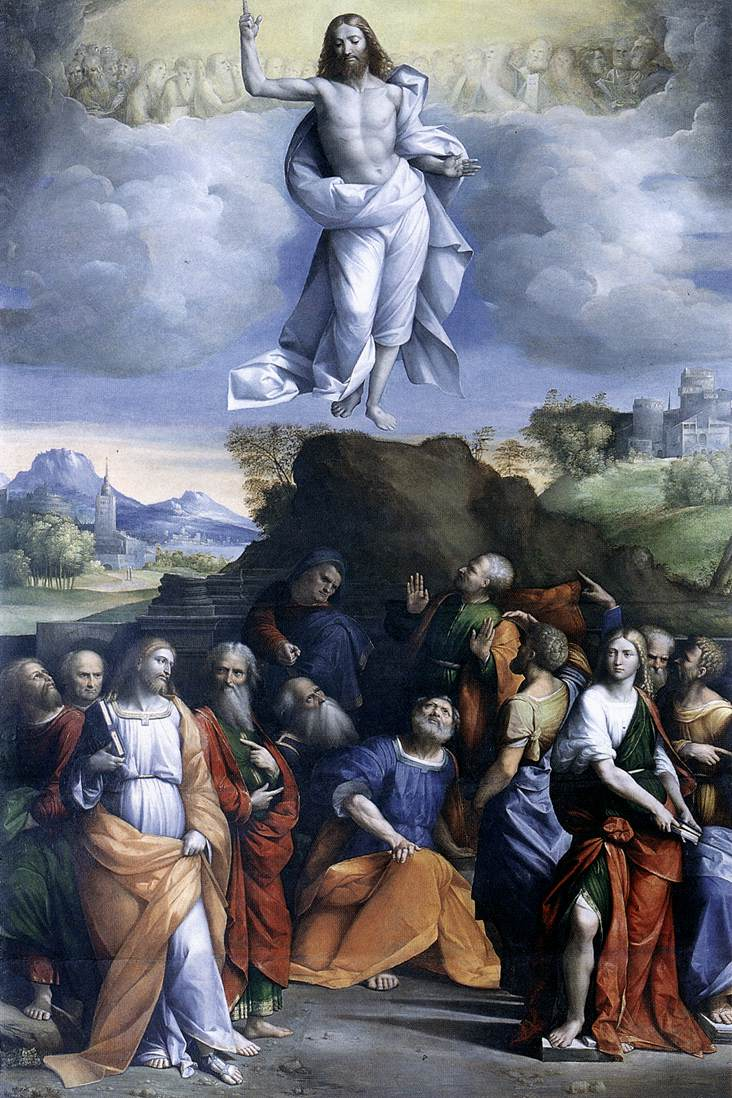
Benvenuto Tisi, 1510–1520
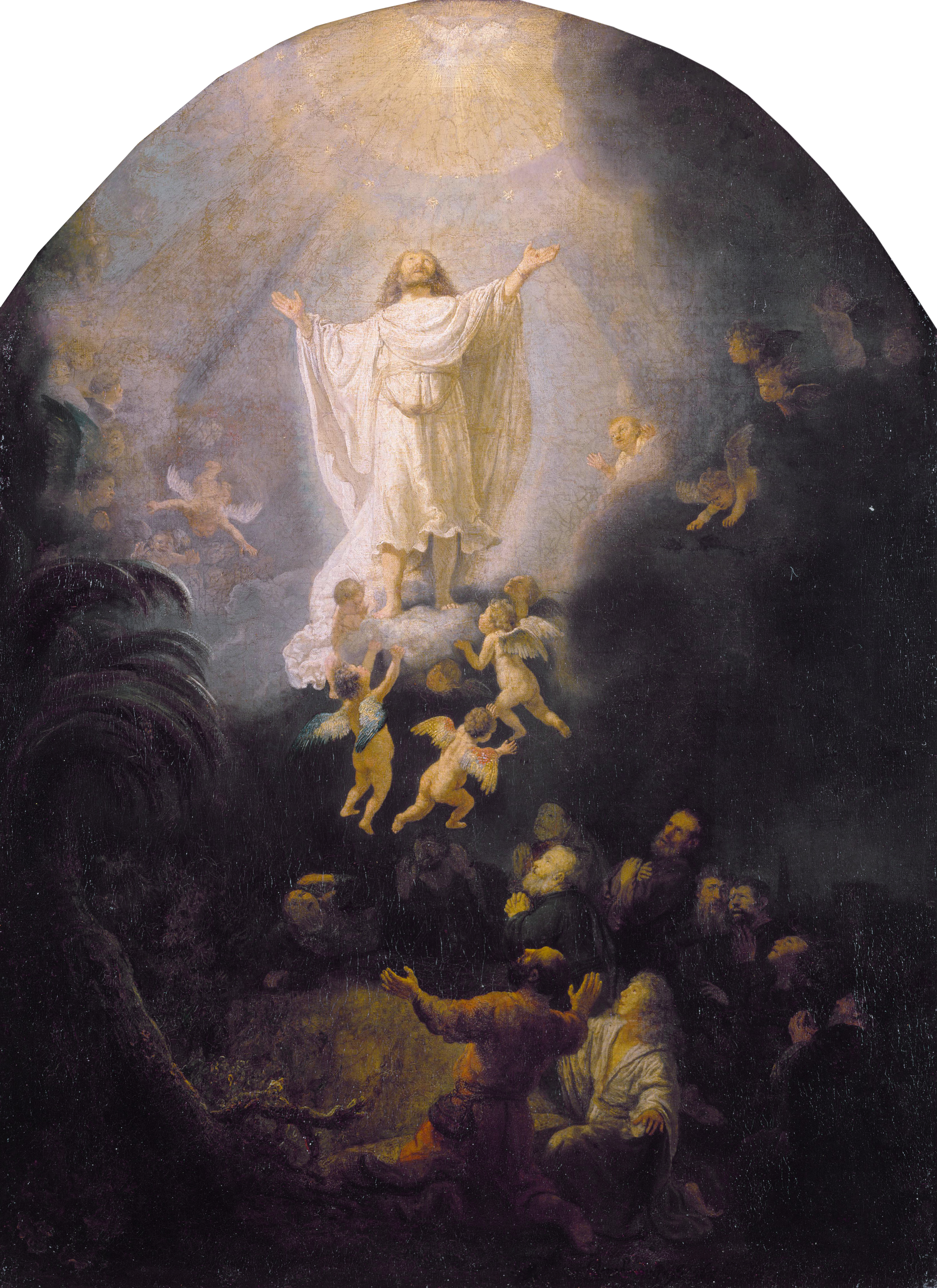
Rembrandt, 1636
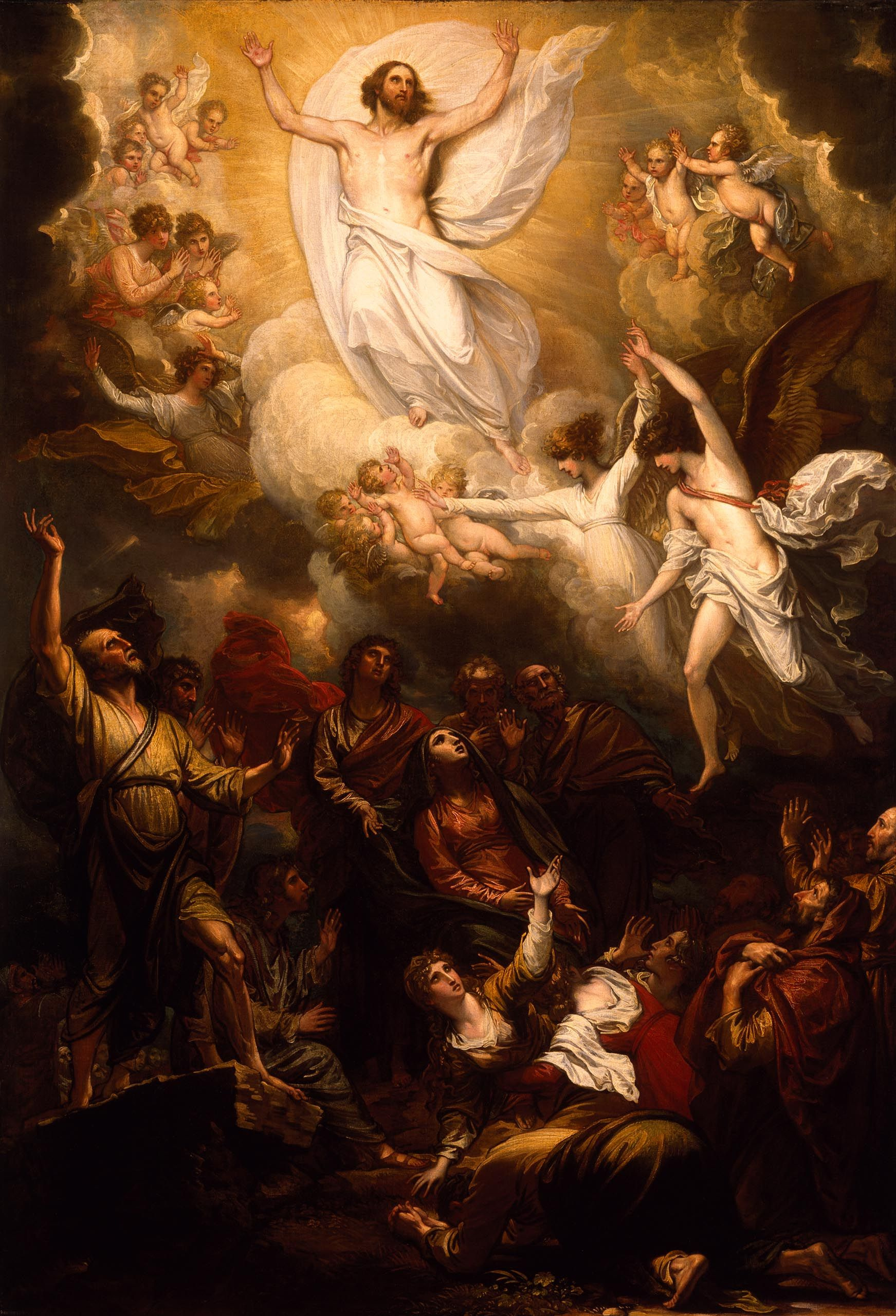
Benjamin West, 1801
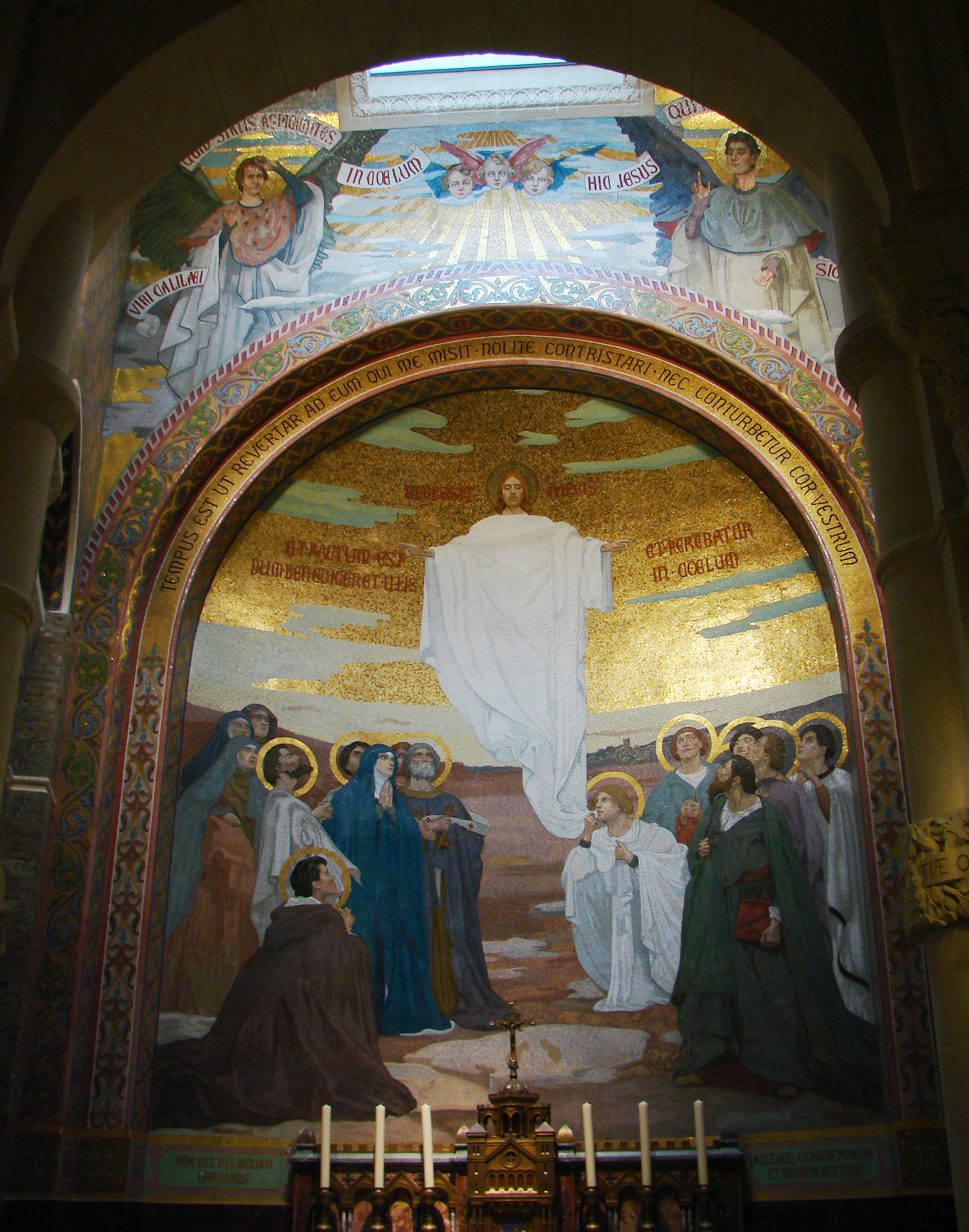
Basilique Notre-Dame-du-Rosaire de Lourdes, XIXe siècle

#### Manuscrits enluminés

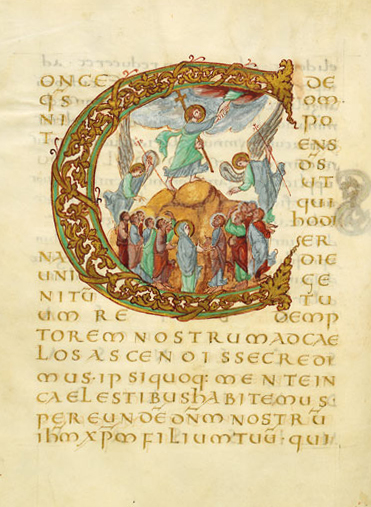
Sacramentaire de Drogon
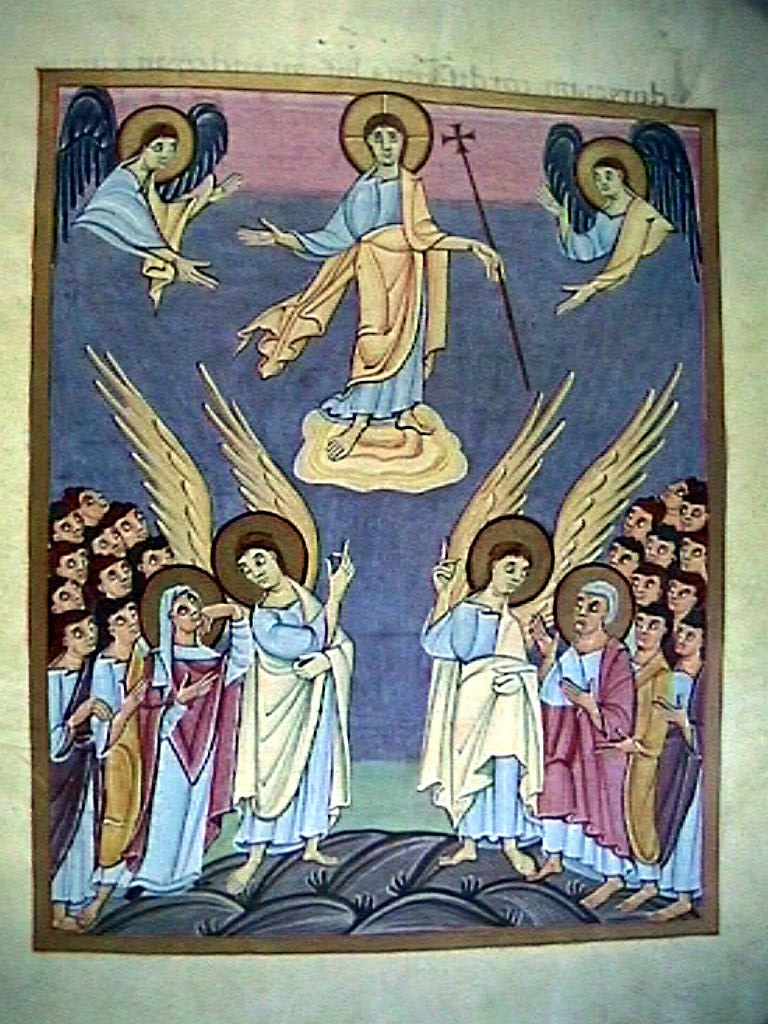
Apocalypse de Bamberg, XIe siècle
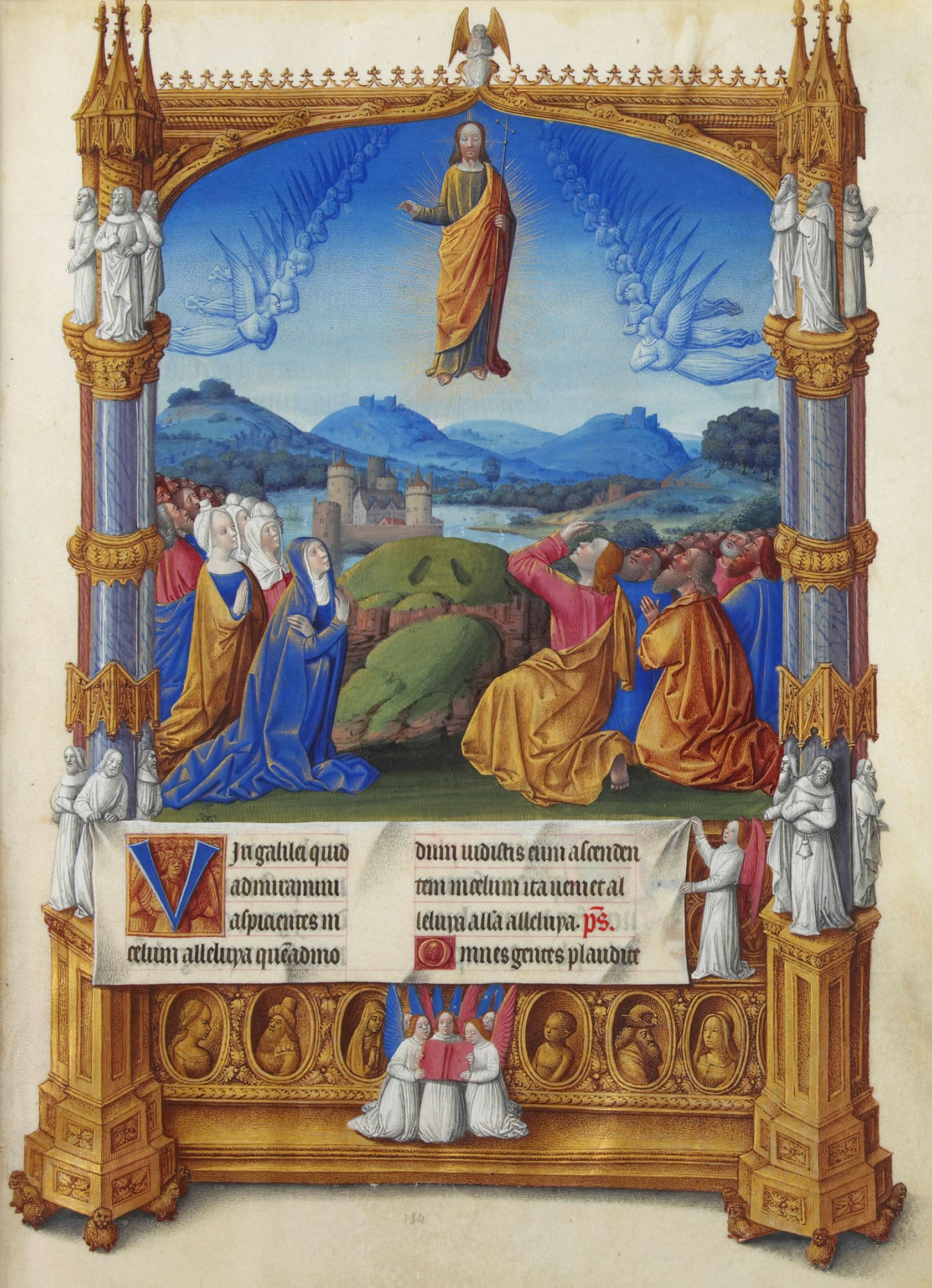
Les Très Riches Heures du duc de Berry
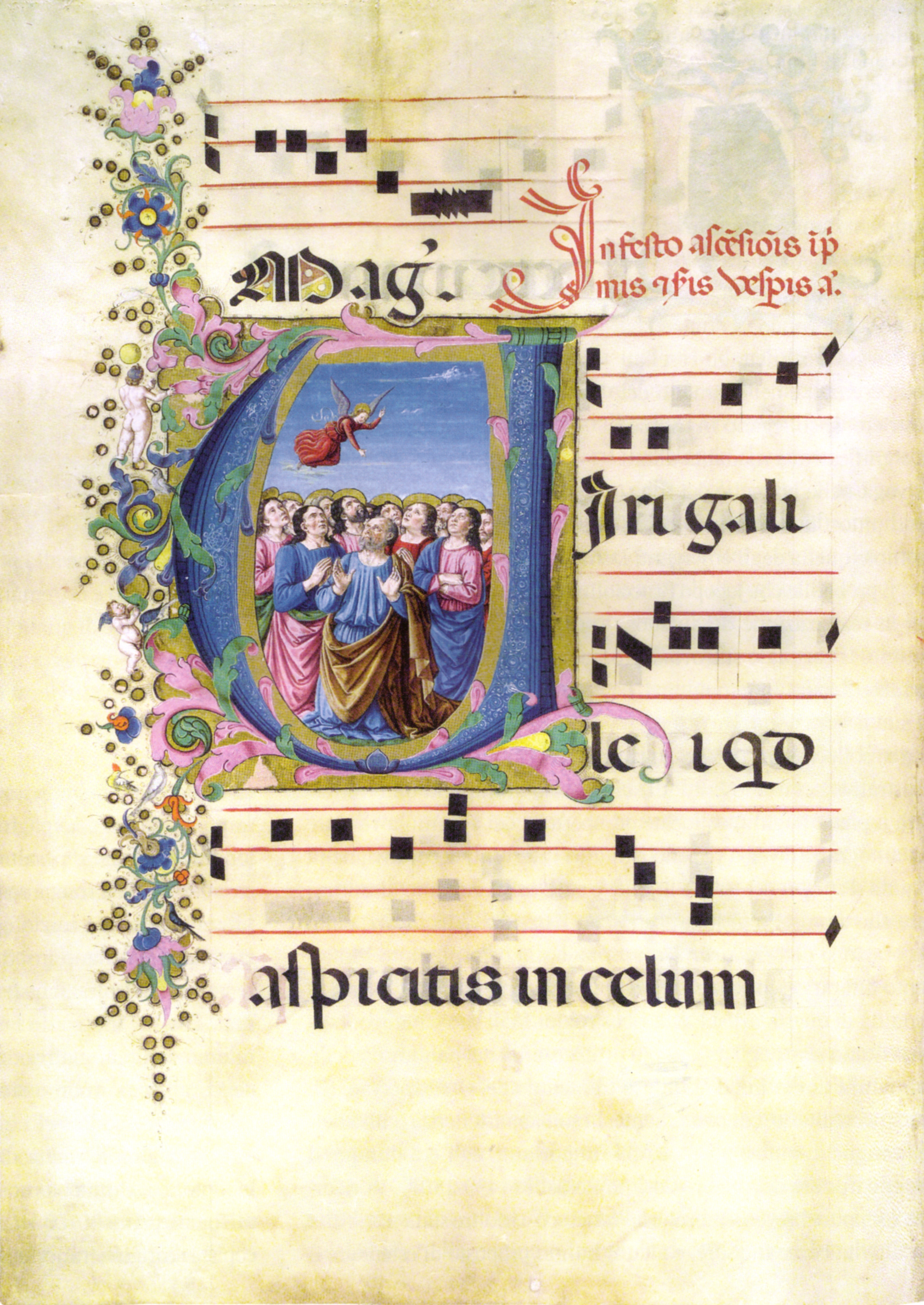
Atelier de Ghirlandaio, XVe siècle

#### Représentations en relief

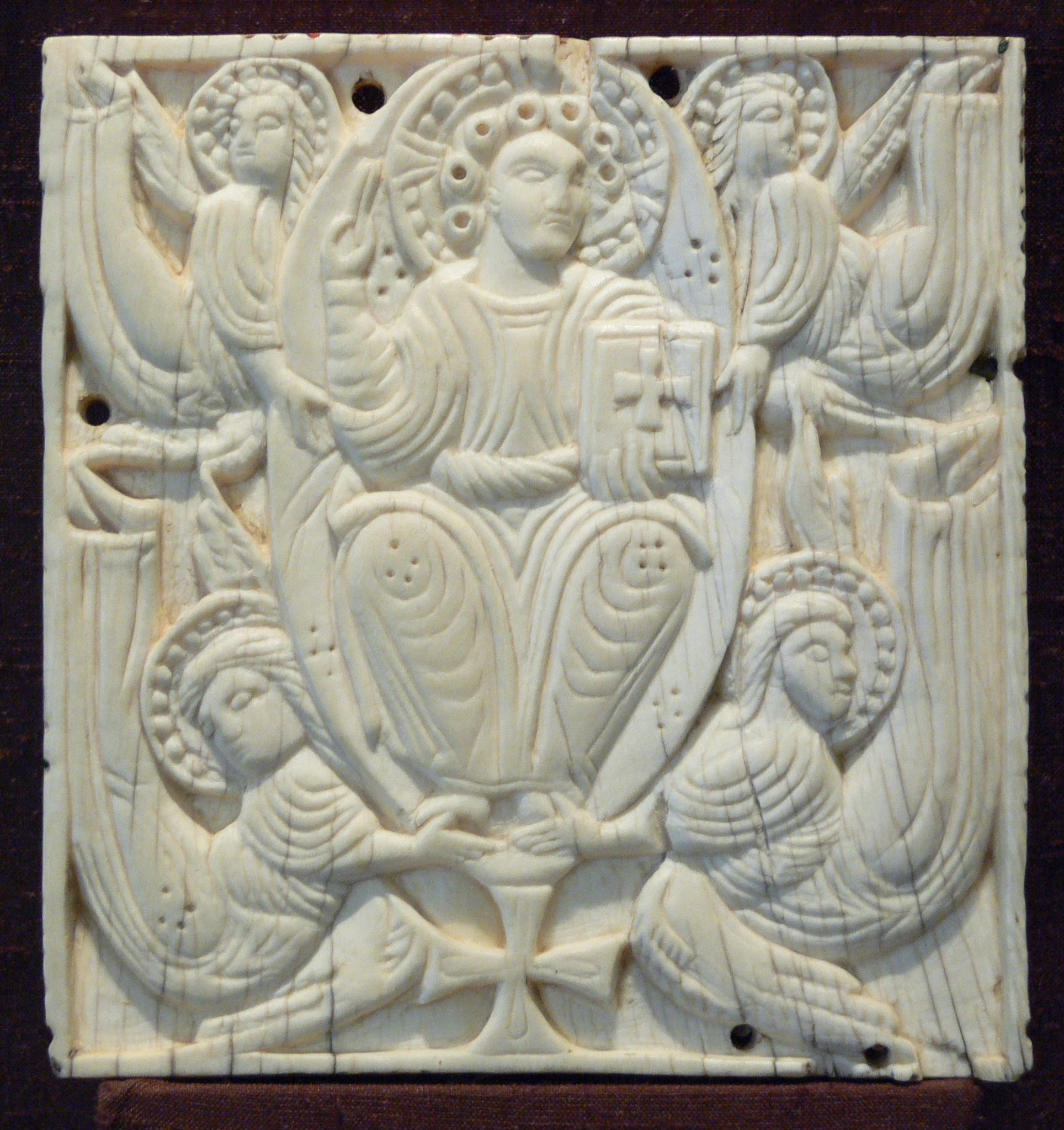
Relief en Ivoire, VIIIe siècle
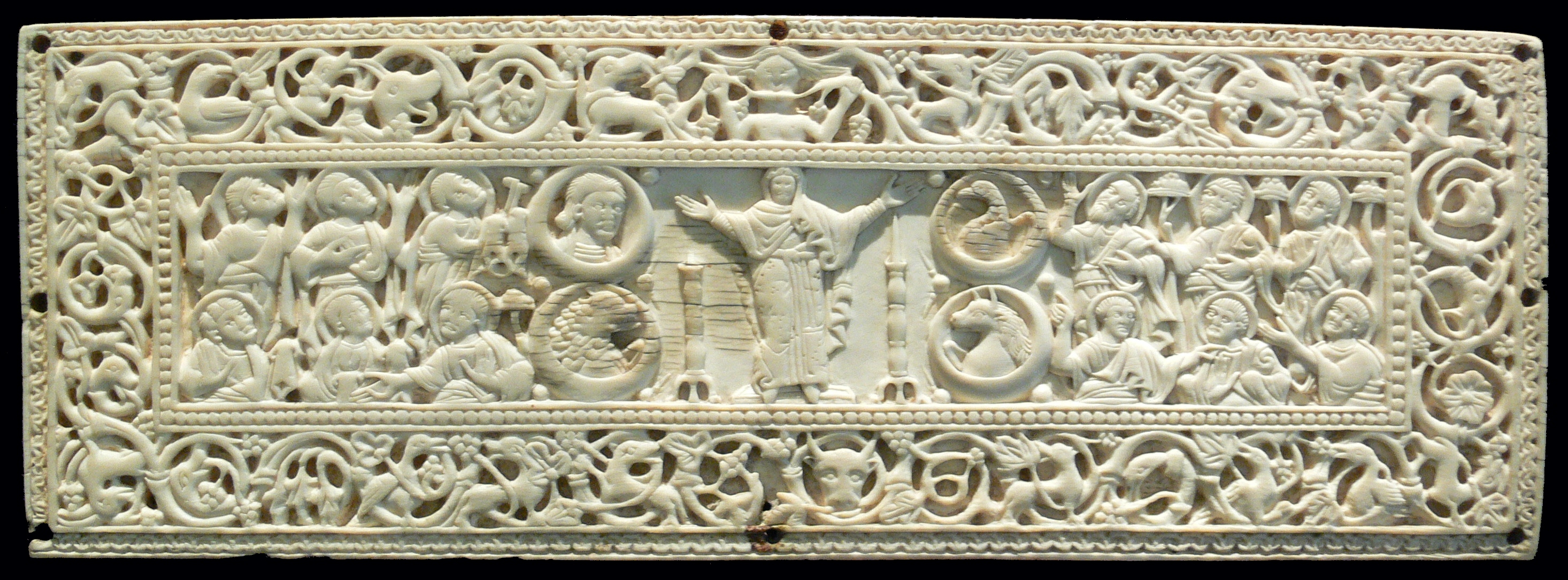
Couverture de boîte en ivoire, avec Marie et les symboles des évangélistes
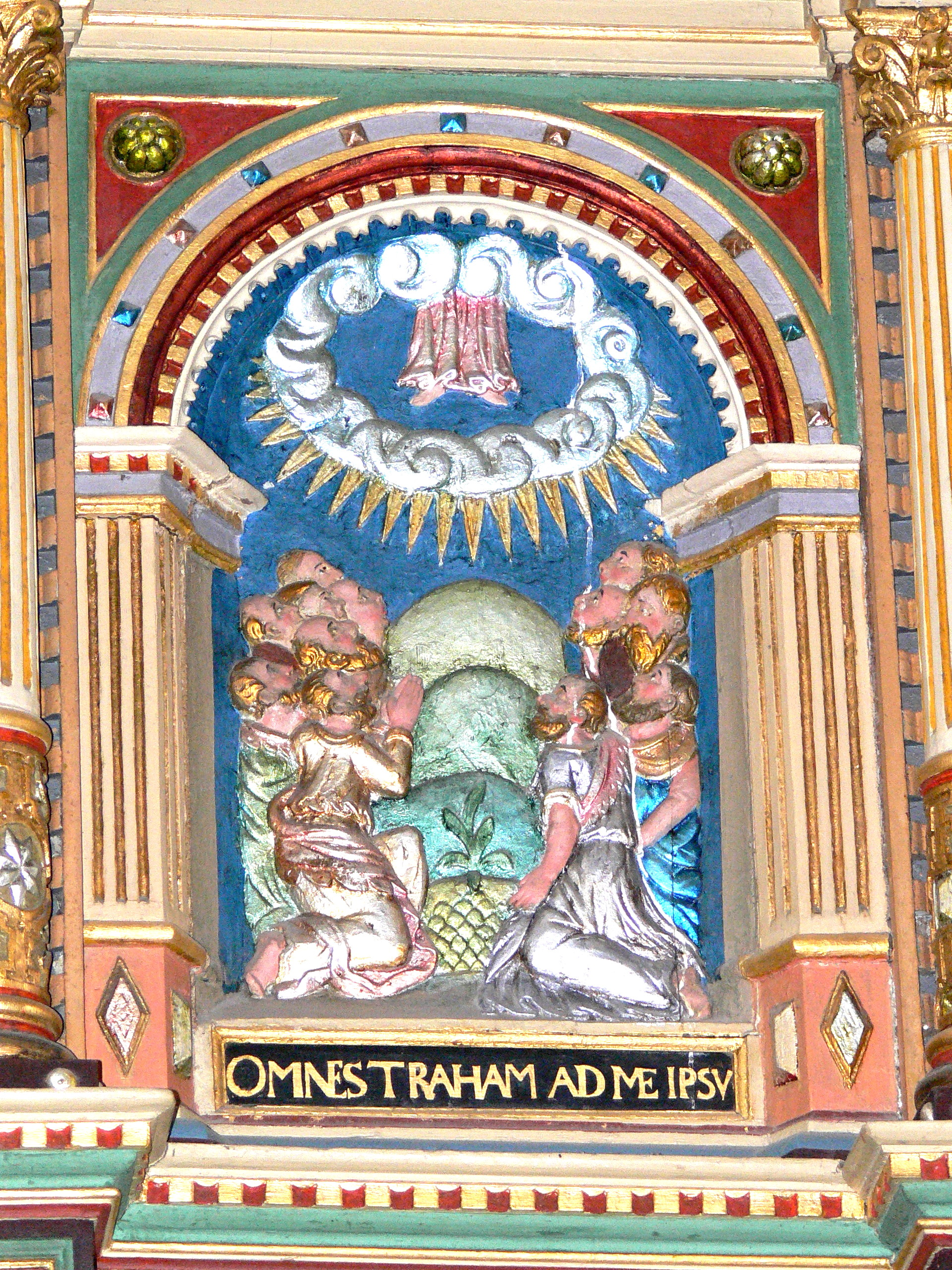
Représentation des "pieds disparus" en relief bois, 1597
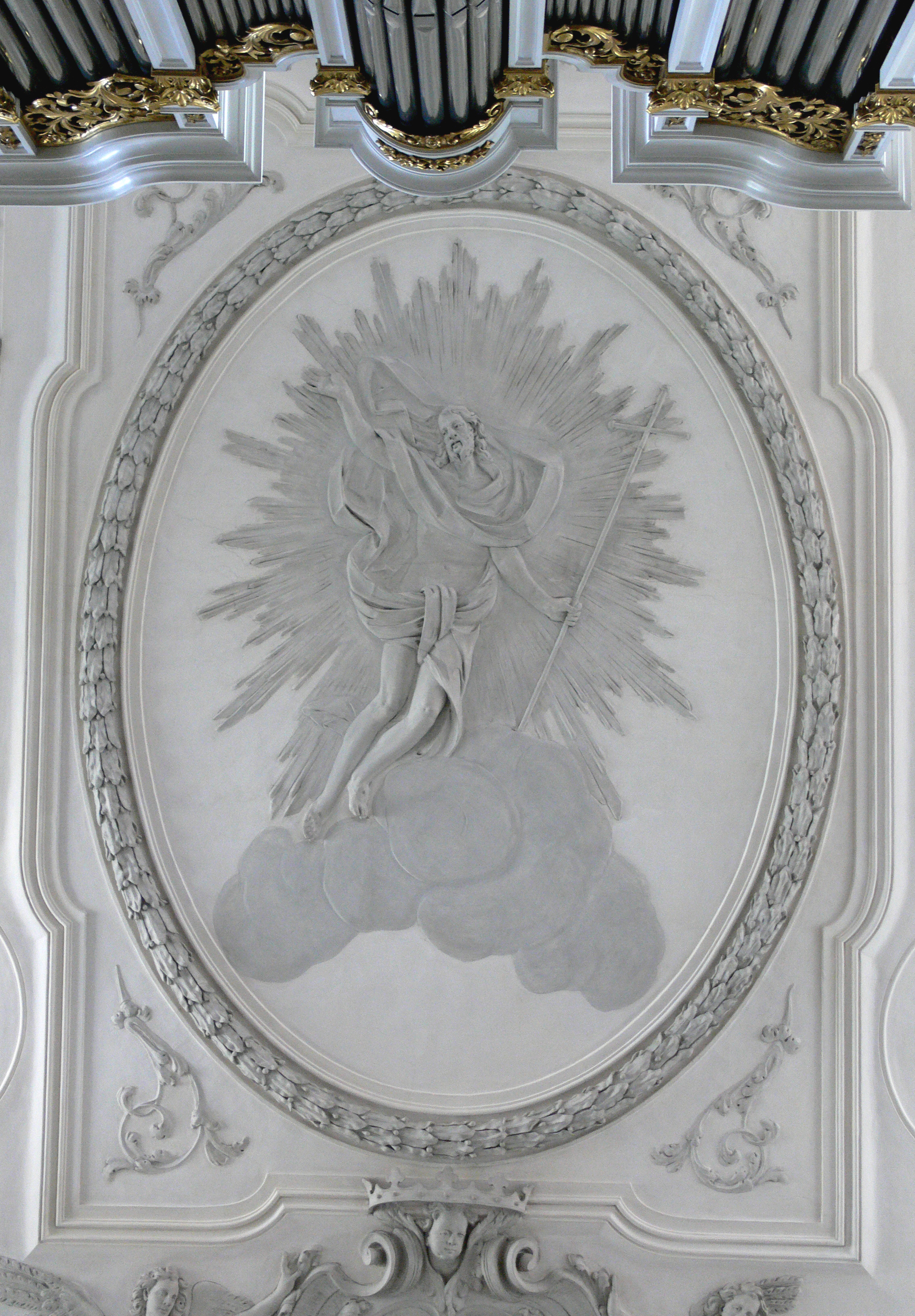
Christ montant seul, Aulendorf, Allemagne, 1711

### Église orientale

#### Icônes et mosaïque

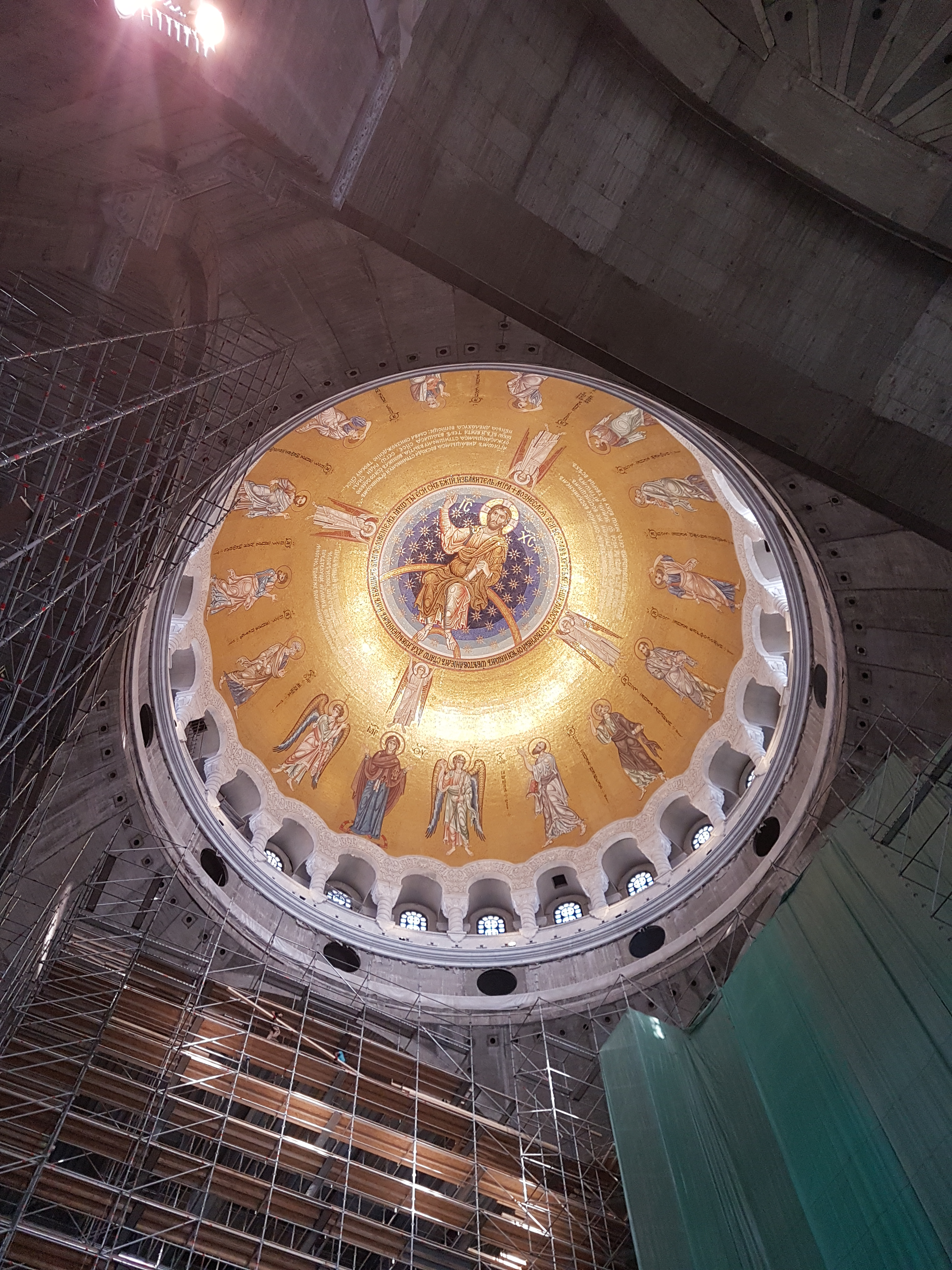
La plus grande mosaïque de l'Ascension de Jésus dans le monde chrétien qui pèse 40 tonnes dans le dôme central de l'Église Saint-Sava de Belgrade
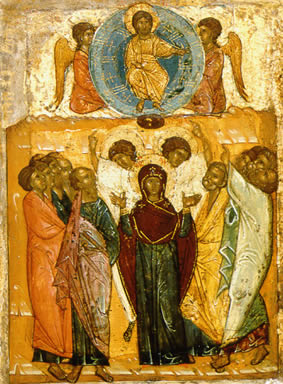
École de Novgorod, XIVe siècle
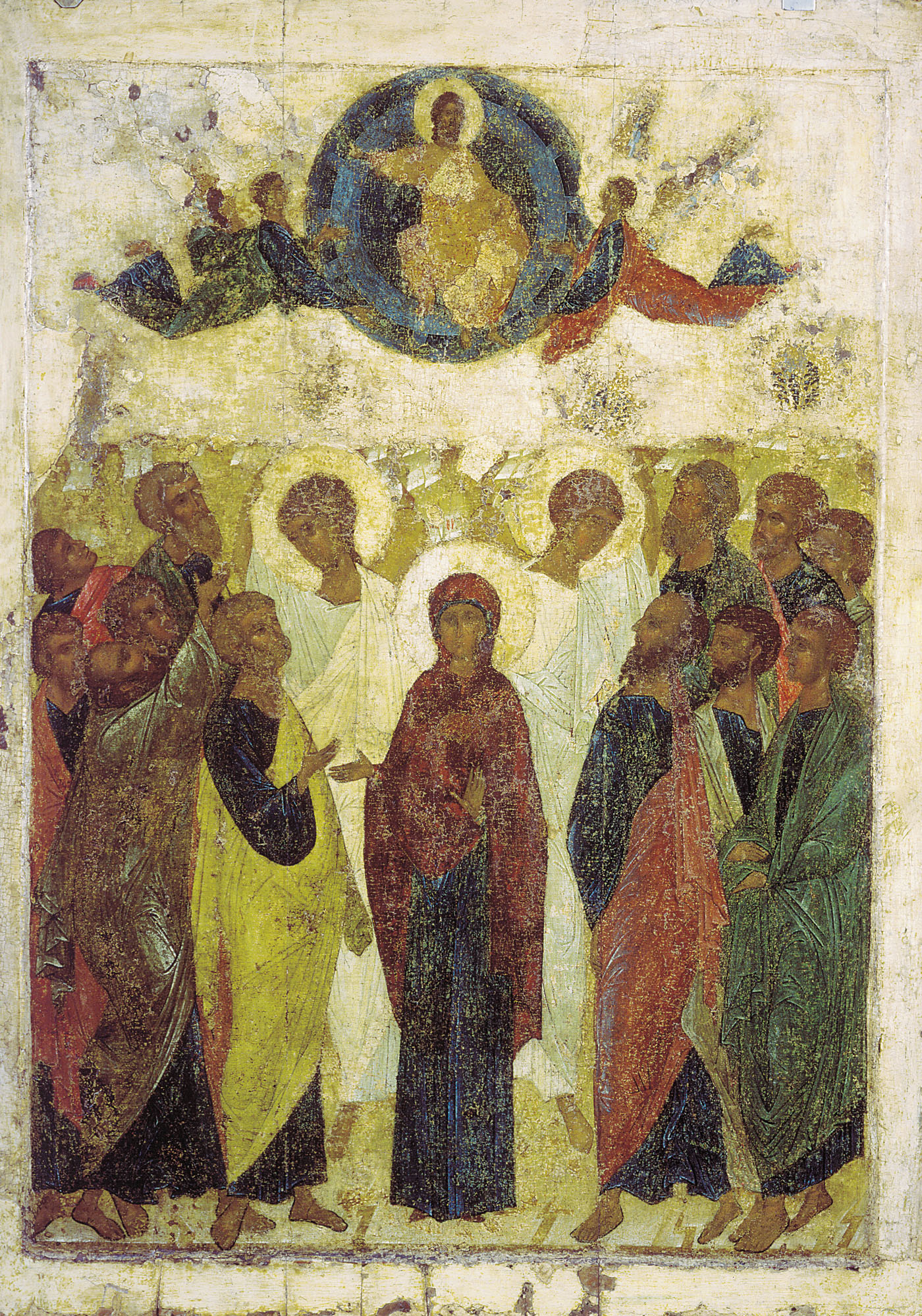
Andreï Roublev, 1408
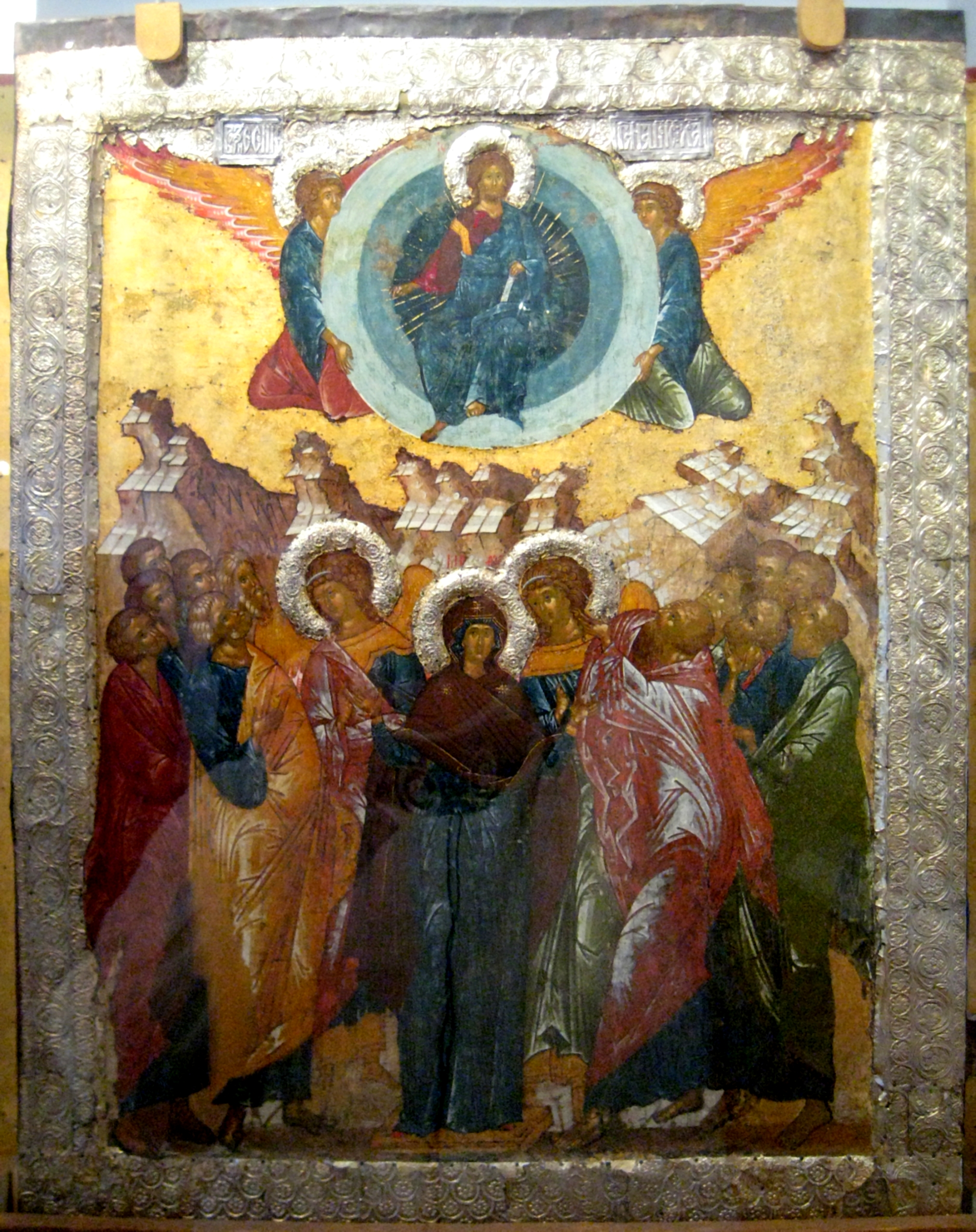
Monastère de Kirillo-Belozersky, 1497
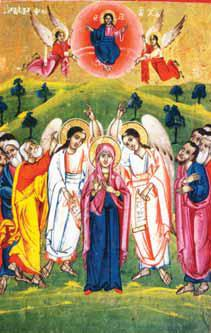
Icône macédonienne, Bitola, Macédoine du Nord, XIXe siècle

## Voir également
- Art chrétien
- Art pendant la Réforme protestante et la Contre-Réforme